# Tarda
Tarda (deutsch Tharden am See) ist ein Ort der polnischen Woiwodschaft Ermland-Masuren. Er gehört zur Gmina Miłomłyn (Stadt- und Landgemeinde Liebemühl) im Powiat Ostródzki (Kreis Osterode in Ostpreußen).

## Geographische Lage
Tarda liegt zwischen Jezioro Tarda und Jezioro Bartężek (deutsch: Tharden-See und Bärtingsee) im Westen der Woiwodschaft Ermland-Masuren, elf Kilometer nordwestlich der Kreisstadt Ostróda (deutsch Osterode in Ostpreußen).

## Geschichte
Im Jahre 1714 wurde Tharden Krug, um 1785 Tarden, erstmals erwähnt. Zum Dorf gehörte der Ortsteil Prinzwald, der die Revierförsterei Prinzwald der Revierförsterei Tharden hinzufügte.
Im Jahre 1874 kam Tharden zum neu errichteten Amtsbezirk Taberbrück (polnisch Tabórz) im Kreis Osterode in Ostpreußen. und wurde am 3. November 1908 in den Amtsbezirk Prinzwald umgegliedert.
195 Einwohner waren im Jahre 1910 in Tharden registriert. Ihre Zahl stieg bis 1933 auf 227 und belief sich 1939 auf 216.
Im Jahre 1945 kam Tharden in Kriegsfolge mit dem gesamten südlichen Ostpreußen zu Polen. Das Dorf erhielt die polnische Namensform „Tarda“ und ist heute eine Ortschaft innerhalb der Stadt- und Landgemeinde Miłomłyn (Liebemühl) im Powiat Ostródzki (Kreis Osterode in Ostpreußen), bis 1998 der Woiwodschaft Olsztyn, seither der Woiwodschaft Ermland-Masuren mit Sitz in Olsztyn (Allenstein) zugehörig. Im Jahre 2011 zählte Tarda 123 Einwohner.
Das Dorf Tarda ist heute genauso wie Tharden vor 1945 ein beliebter Ausflugsort, weil es bis 1992 eine eigene Bahnstation hatte. In waldreicher Gegend und zwischen zwei Seen gelegen lockte damals wie heute das Angebot zahlreicher Pensionen zum Verweilen.

## Kirche
Bis 1945 war Tharden in die evangelische Pfarrkirche Liebemühl (polnisch Miłomłyn) in der Kirchenprovinz Ostpreußen der Kirche der Altpreußischen Union, außerdem in die römisch-katholische Kirche Osterode i. Ostpr. eingepfarrt.
Heute gehört Tarda katholischerseits zur Kirche St. Bartholomäus (Miłomłyn) im Bistum Elbląg (Elbing), evangelischerseits zur Kirche Osterode in der Diözese Masuren der Evangelisch-Augsburgischen Kirche in Polen.

## Schule
Bis etwa 1900 war die Schule in Tharden nur behelfsmäßig untergebracht, dann wurde ein Neubau erstellt. Es wurde einklassig unterrichtet.

## Verkehr
Tarda liegt verkehrsgünstig unweit der Schnellstraße 7, die Danzig und Warschau verbindet. Vom Abzweig Miłomłyn ist das Dorf erreichbar.
Tarda (Tharden a/See 1909–1930; Tharden (See) 1930–1945) war von 1909 bis 1992 Bahnstation an der Bahnstrecke Ostróda–Morąg (PKP-Linie 257), die nicht mehr befahren wird. 1998 wurde der Bahnhof Tarda geschlossen.